# 本多忠朝
本多忠朝（日语：／ Honda Tadatomo，1582年—1615年6月3日）是日本安土桃山時代至江戶時代初期的大名。父親是德川氏的家臣本多忠勝。母親是阿知和右衛門玄鐵的女兒見星院。通稱內記。官位是從五位下出雲守。上總大多喜藩第2代藩主。

## 生平
天正10年（1582年）出生，德川家康的重臣本多忠勝的次男。不劣於父親的勇将，在慶長5年（1600年）的關原之戰中與父親一同從軍並相當活躍。戰後父親忠勝因為戰功而被移封至伊勢桑名藩，被賜予父親的舊領上總大多喜5萬石。
慶長14年（1609年），西班牙人羅德里戈·德比韋羅-貝拉斯科一行人在航海期間遇到海難，在上總國岩和田村（現今御宿町）的田尻之濱登陸之際受到忠朝的保護和款待。
慶長15年（1610年），父親忠勝死去，父親的遺產被兄長忠政奪去，不過忠朝並沒有任何異議，因此被家康讚賞為比兄長忠政更像忠勝的武将。
慶長19年（1614年），在大坂冬之陣中亦相當活躍，但是因為曾喝過酒而一時不察並遭到敵軍的猛攻而敗退。被家康斥責的忠朝在翌年（1615年）的大坂夏之陣中參戰，為了洗脫污名而在天王寺岡山之戰中擔任先鋒，從毛利勝永軍的正面突入並奮戰而死。在臨死前留下「應該戒掉的是酒，今後參拜我墓的人，必定會變得討厭酒」（戒むべきは酒なり、今後わが墓に詣でる者は、必ず酒嫌いとなるべし）的說話，死後被稱為「封酒之神」（酒封じの神）而為人所知，亦因此有很多戒酒的人前往參拜。戒名是三光院殿前雲州岸譽良玄大居士。

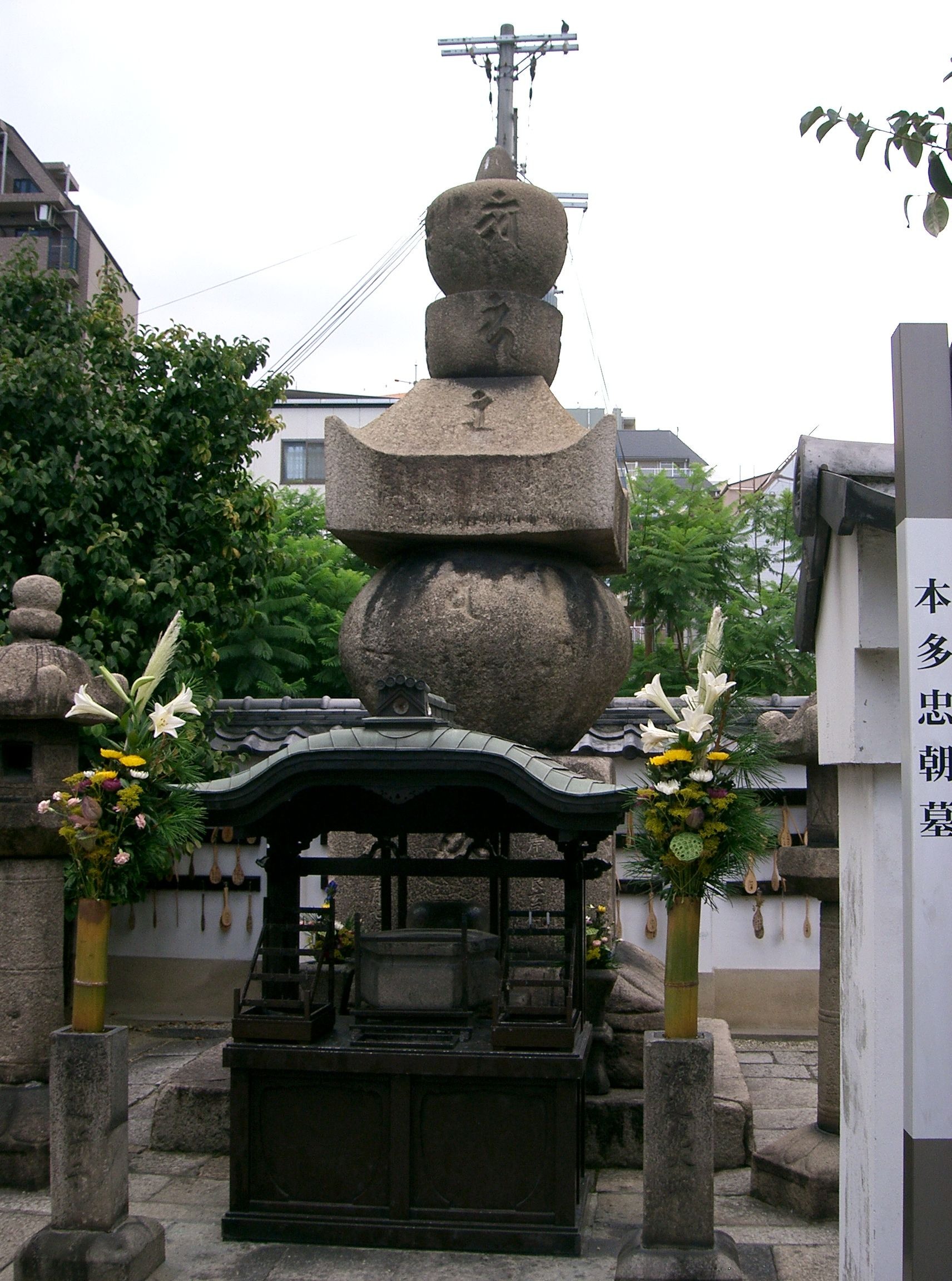
一心寺的墓所

家康為了悼念忠朝，封忠朝的遺兒政勝為大和郡山藩藩主。

## 外部連結
- 本多忠朝の列伝